# 옥탑방 작업실
옥탑방 작업실은 대한민국의 음악 그룹이다. 2015년 옥탑방 프로젝트 싱글 앨범 [심쿵주의보]로 데뷔했다.

## 방송
- 수상한 가수 (2017)
- 트롯 전국체전 (2020) - Top87
- 미스터트롯2 - 새로운 전설의 시작 (2022) - Top73

## 음반
- 옥탑방 프로젝트 the 1st Album '심쿵주의보' (2015)
- 갑과 을 (2015)
- 그럴 때 그때 (2016)
- 내 맘을 아냐고 (2016)
- 500일의 SUMMER (2016)